# Hate (hudební skupina)
Hate je polská death metalová kapela z Varšavy. Vznikla v roce 1990.

## Historie
Kapela Hate byla založena kytaristou a vokalistou Adamem The First Sinner, kytaristou Qackem a bubeníkem Mittloffem. V letech 1990 až 1995 nahrála kapela 3 demo nahrávky, Aborrence (1992), Evil Art (1994) a Unwritten Law (1995). V roce 1996 Hate podepsali svou první smlouvu u malého undergroundového labelu Novum Vox Mortiis, u kterého vydali svá první dvě alba, Daemon Qui Fecit Terram (1996) a Lord Is Avenger (1997) (vydali je v Polsku).
V roce 2000 vydali Hate mini-album Victims u většího polského labelu Metal Mind Records. O rok později si díky vystoupením získali pozornost amerického vydavatelství Dwell Records, které vydalo jejich coververzi Postmortem na kompilaci Gateways To Hell: Tribute To Slayer (Vol. 2). To Hate dovedlo k nahrání jejich prvního alba v zahraničí s WW3/Mercenary Music. Tato společnost vydala kompilaci alb Lord Is Avenger a Victims jako Holy Dead Trinity v roce 2001.
V roce 2002 vyšlo album Cain's Way (u WW3/Mercenary Music v USA a o několik měsíců později v Evropě). Po vydání tohoto alba v Evropě se kapela stala známější. Kytarista Ralph a bubeník Mittloff byli nahrazeni Kaosem a Hellrizerem. V roce 2004 vydali Hate Awakening Of The Liar u Listenable Records v Evropě a u Mercenary Music v USA. Album vyhrálo anketu v polském časopise Thrash'Em All.

## Členové kapely

### Aktuální členové

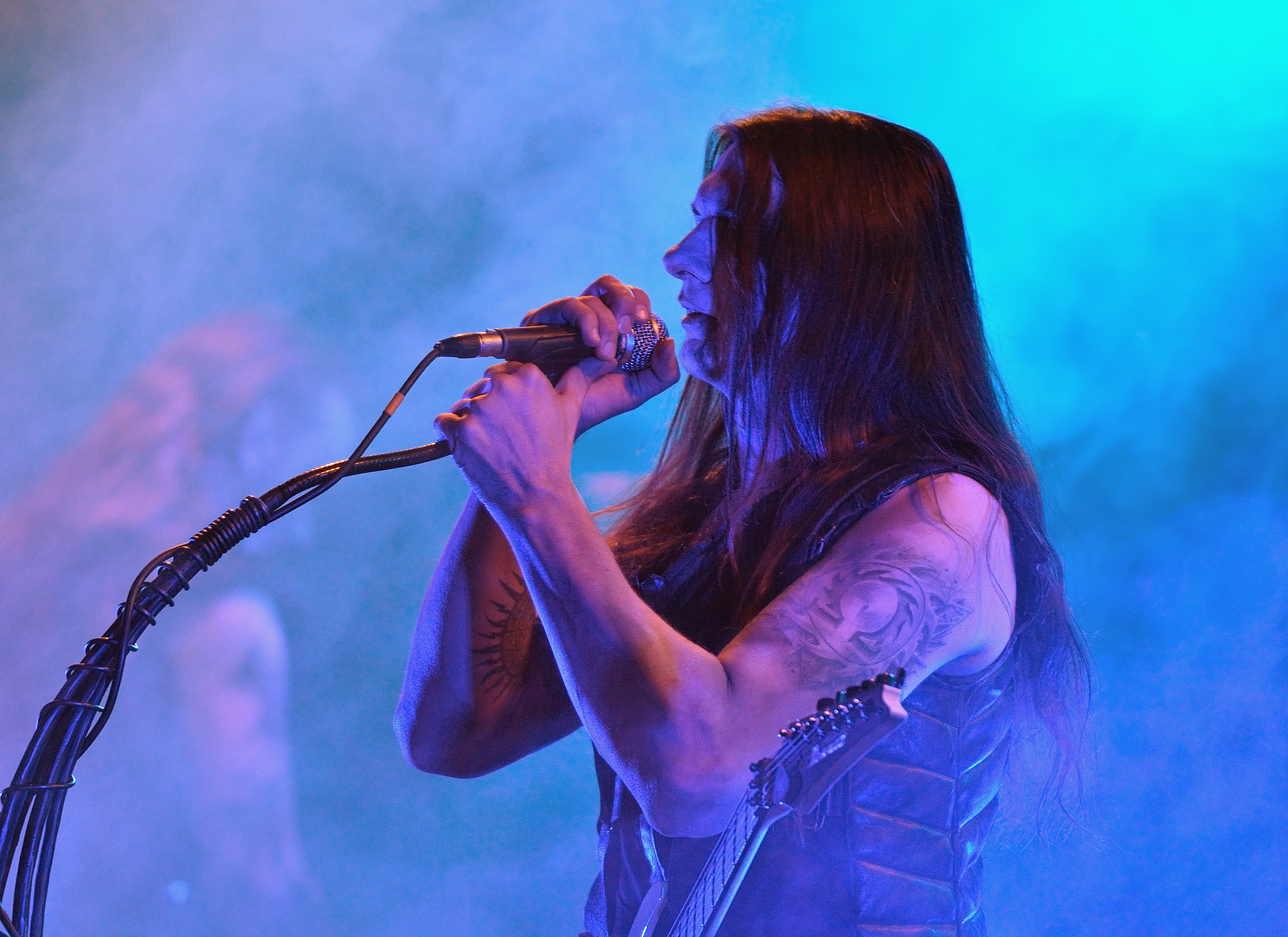
Adam Buszko, 2015

- Adam "ATF Sinner" Buszko – kytary, akustická kytara, baskytara, syntetizér, vokály (od roku 1990)
- Stanisław "Hexen" Malanowicz – bicí (od roku 2006)
- Konrad "Destroyer" Ramotowski – kytary (od roku 2006)

### Bývalí členové
- Sławomir "Mortifer" Kusterka – baskytara († 2013)
- Kamil "Hellbeast" Kondracki – kytara
- Dariusz "Hellrizer" Zaborowski – bicí
- Piotr "Kaos" Jeziorski – rytmická kytara
- Piotr "Mittloff" Kozieradzki – bicí (Riverside)
- Ralph – sólová kytara
- Andrzej "Quack" Kułakowski – sólová kytara
- Daniel – baskytara
- Marcin "Martin" Russak – baskytara, vokály
- Tomasz "Cyklon" Węglewski – baskytara (výpomoc při koncertech)
- Cyprian "Cyprian" Konador – baskytara
- Łukasz "Lucas" Musiuk – kytara

## Diskografie

### Studiová alba
- Deamon Qui Fecit Terram, 1996
- Lord Is Avenger, 1998
- Cain's Way, 2002
- Awakening of the Liar, 2003

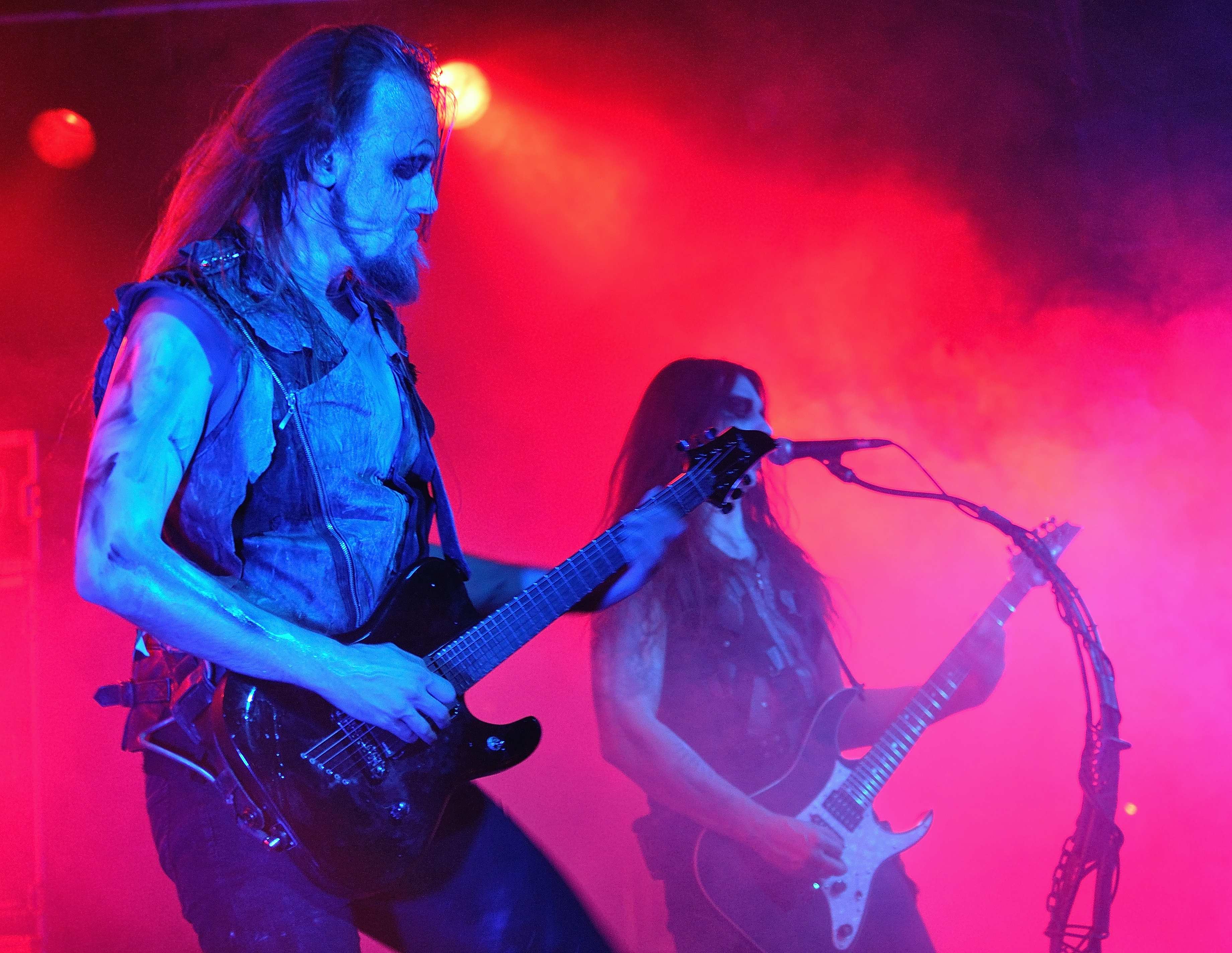
Hate, 2015

- Anaclasis – A Haunting Gospel Of Malice & Hatred, 2005
- Morphosis, 2008
- Erebos, 2010
- Solarflesh, 2013
- Crusade:Zero, 2015

### Kompilace
- Evil Decade of Hate, 1999
- Gateways To Hell: Tribute To Slayer, 2000
- Holy Dead Trinity, 2001

### EP
- Victims, 1999

### DVD
- Litanies of Satan, 2004